# Josefina García de Noia
Josefina García de Noia, conocida también como Pepa Noia (Buenos Aires, 6 de julio de 1921 - ibídem, 31 de agosto de 2015), fue una activista argentina y una de las fundadoras de la asociación Madres de Plaza de Mayo.

## Biografía
Como cientos de miles de argentinos, poseía ascendencia gallega, ya que sus padres eran originarios de Leiro en la provincia de Orense. Se casó con Juan Carlos Noia, a los 20 años de edad, con quien tuvo cuatro hijos.
En 1976, durante el Proceso de Reorganización Nacional, el 13 de octubre, secuestraron a su hija María de Lourdes Noia de Mezzadra de 29 años, junto a su marido Enrique Mario Mezzadra, quien fue liberado el 21 de octubre del mismo año.
El 30 de abril de 1977, fue una de las catorce mujeres que marcharon en la Plaza de Mayo reclamando que aparezcan sus familiares.
En 2010, fue declarada Ciudadana ilustre de la ciudad de Buenos Aires.

## Fallecimiento
Pepa Noia falleció el 31 de agosto de 2015 a los 94 años, en la ciudad de Buenos Aires.